# Eleições parlamentares europeias de 2014 no distrito de Viseu
| Eleições parlamentares europeias de 2014 por Portugal Distritos: Aveiro \| Beja \| Braga \| Bragança \| Castelo Branco \| Coimbra \| Évora \| Faro \| Guarda \| Leiria \| Lisboa \| Portalegre \| Porto \| Santarém \| Setúbal \| Viana do Castelo \| Vila Real \| Viseu \| Açores \| Madeira \| Estrangeiro |

## Resultados por concelhos
Os resultados nos concelhos do Distrito de Viseu foram os seguintes:

### Armamar
| Partido                 | Partido                        | Votos | %               | +/-   |
| ----------------------- | ------------------------------ | ----- | --------------- | ----- |
|                         | Aliança Portugal               | 928   | 43,71 / 100,00  | 17,11 |
|                         | Partido Socialista             | 527   | 24,82 / 100,00  | 6,42  |
|                         | Coligação Democrática Unitária | 182   | 8,57 / 100,00   | 1,40  |
|                         | Partido da Terra               | 131   | 6,17 / 100,00   | 5,56  |
|                         | Bloco de Esquerda              | 57    | 2,68 / 100,00   | 1,87  |
|                         | PCTP/MRPP                      | 44    | 2,07 / 100,00   | 0,72  |
|                         | LIVRE/Tempo de Avançar         | 29    | 1,37 / 100,00   | Novo  |
|                         | Partido Trabalhista Português  | 26    | 1,22 / 100,00   | -     |
|                         | Outros                         | 74    | 3,48 / 100,00   |       |
| Votos Inválidos         | Votos Inválidos                | 125   | 5,88 / 100,00   | 1,58  |
| Total                   | Total                          | 2 123 | 100,00 / 100,00 |       |
| Eleitorado/Participação | Eleitorado/Participação        | 6 293 | 33,74 / 100,00  | 0,15  |

| Freguesia                | %     | %     | %     | %     | %    | %    | %    | %    | Votantes |
| Freguesia                | AP    | PS    | CDU   | MPT   | BE   | PCTP | L    | PTP  | Votantes |
| ------------------------ | ----- | ----- | ----- | ----- | ---- | ---- | ---- | ---- | -------- |
| Aldeias                  | 47,69 | 19,23 | 6,15  | 6,15  | 1,54 | 1,54 | 0,77 | 0,77 | 130      |
| Aricera e Goujoim        | 57,00 | 25,00 | 3,00  | 1,00  | 1,00 | 2,00 | 0    | 1,00 | 100      |
| Armamar                  | 31,29 | 20,94 | 12,24 | 11,06 | 5,18 | 2,35 | 1,88 | 1,18 | 425      |
| Cimbres                  | 59,14 | 23,66 | 2,15  | 6,45  | 0    | 0    | 0    | 1,08 | 93       |
| Folgosa                  | 32,62 | 36,17 | 17,73 | 2,84  | 0    | 1,42 | 2,84 | 0    | 141      |
| Fontelo                  | 41,37 | 32,93 | 6,02  | 7,63  | 2,41 | 1,20 | 1,20 | 0,80 | 249      |
| Queimada                 | 50,86 | 19,83 | 13,79 | 2,59  | 3,45 | 1,72 | 0    | 0,86 | 116      |
| Queimadela               | 61,86 | 18,64 | 2,54  | 1,69  | 3,39 | 0,85 | 2,54 | 3,39 | 118      |
| Santa Cruz               | 56,41 | 16,67 | 7,69  | 5,13  | 1,28 | 3,85 | 2,56 | 2,56 | 78       |
| São Cosmado              | 46,34 | 28,05 | 7,32  | 5,49  | 1,22 | 0,61 | 0,61 | 0,61 | 164      |
| São Martinho das Chãs    | 64,34 | 13,99 | 1,40  | 4,20  | 3,50 | 2,80 | 1,40 | 0,70 | 143      |
| São Romão e Santiago     | 43,94 | 28,03 | 6,06  | 3,03  | 6,06 | 3,03 | 0,76 | 0    | 132      |
| Vacalar                  | 39,44 | 28,17 | 8,45  | 2,82  | 0    | 4,23 | 2,82 | 8,45 | 71       |
| Vila Seca e Santo Adrião | 25,77 | 31,90 | 14,72 | 9,82  | 1,23 | 4,29 | 1,23 | 0,61 | 163      |
| Armamar                  | 43,71 | 24,82 | 8,57  | 6,17  | 2,68 | 2,07 | 1,37 | 1,22 | 2 123    |

### Carregal do Sal
| Partido                 | Partido                        | Votos | %               | +/-   |
| ----------------------- | ------------------------------ | ----- | --------------- | ----- |
|                         | Aliança Portugal               | 1 115 | 40,12 / 100,00  | 14,25 |
|                         | Partido Socialista             | 895   | 32,21 / 100,00  | 8,25  |
|                         | Partido da Terra               | 206   | 7,41 / 100,00   | 6,88  |
|                         | Coligação Democrática Unitária | 115   | 4,14 / 100,00   | 0,77  |
|                         | Bloco de Esquerda              | 61    | 2,20 / 100,00   | 5,54  |
|                         | Outros                         | 152   | 5,39 / 100,00   |       |
| Votos Inválidos         | Votos Inválidos                | 235   | 8,46 / 100,00   | 0,86  |
| Total                   | Total                          | 2 779 | 100,00 / 100,00 |       |
| Eleitorado/Participação | Eleitorado/Participação        | 9 994 | 27,81 / 100,00  | 3,14  |

| Freguesia          | %     | %     | %    | %    | %    | Votantes |
| Freguesia          | AP    | PS    | MPT  | CDU  | BE   | Votantes |
| ------------------ | ----- | ----- | ---- | ---- | ---- | -------- |
| Beijós             | 44,00 | 33,82 | 4,73 | 2,91 | 4,00 | 275      |
| Cabanas de Viriato | 34,20 | 40,86 | 6,18 | 2,61 | 1,90 | 421      |
| Carregal do Sal    | 36,20 | 34,05 | 9,84 | 3,96 | 2,26 | 884      |
| Oliveira do Conde  | 40,23 | 30,66 | 6,79 | 5,35 | 1,95 | 972      |
| Parada             | 61,23 | 13,66 | 6,17 | 3,96 | 1,32 | 227      |
| Carregal do Sal    | 40,12 | 32,21 | 7,41 | 4,14 | 2,20 | 2 779    |

### Castro Daire
| Partido                 | Partido                        | Votos  | %               | +/-   |
| ----------------------- | ------------------------------ | ------ | --------------- | ----- |
|                         | Aliança Portugal               | 1 901  | 42,68 / 100,00  | 16,85 |
|                         | Partido Socialista             | 1 502  | 33,72 / 100,00  | 7,00  |
|                         | Partido da Terra               | 246    | 5,52 / 100,00   | 5,11  |
|                         | Coligação Democrática Unitária | 154    | 3,46 / 100,00   | 1,64  |
|                         | Bloco de Esquerda              | 65     | 1,46 / 100,00   | 2,11  |
|                         | Partido da Nova Democracia     | 52     | 1,17 / 100,00   | -     |
|                         | PCTP/MRPP                      | 49     | 1,10 / 100,00   | 0,61  |
|                         | Outros                         | 167    | 3,74 / 100,00   |       |
| Votos Inválidos         | Votos Inválidos                | 318    | 7,14 / 100,00   | 2,80  |
| Total                   | Total                          | 4 454  | 100,00 / 100,00 |       |
| Eleitorado/Participação | Eleitorado/Participação        | 16 357 | 27,23 / 100,00  | 3,12  |

| Freguesia                 | %     | %     | %     | %    | %    | %    | %    | Votantes |
| Freguesia                 | AP    | PS    | MPT   | CDU  | BE   | PND  | PCTP | Votantes |
| ------------------------- | ----- | ----- | ----- | ---- | ---- | ---- | ---- | -------- |
| Almofala                  | 50,00 | 26,72 | 3,45  | 2,59 | 1,72 | 1,72 | 0    | 116      |
| Cabril                    | 27,65 | 53,53 | 5,88  | 3,53 | 1,18 | 1,76 | 0,59 | 170      |
| Castro Daire              | 38,35 | 31,36 | 7,18  | 6,41 | 1,75 | 1,36 | 0,97 | 1 030    |
| Cujó                      | 47,89 | 18,31 | 12,68 | 4,23 | 1,41 | 2,11 | 0,70 | 142      |
| Gosende                   | 45,75 | 22,22 | 4,58  | 1,96 | 3,27 | 0,65 | 3,92 | 153      |
| Mamouros, Alva e Ribolhos | 41,16 | 36,98 | 4,65  | 3,26 | 0,70 | 1,40 | 1,40 | 430      |
| Mezio e Moura Morta       | 50,19 | 21,01 | 4,67  | 2,72 | 1,95 | 0,78 | 1,17 | 257      |
| Mões                      | 37,99 | 41,90 | 5,59  | 2,61 | 0,74 | 0,74 | 0,74 | 537      |
| Moledo                    | 46,11 | 35,51 | 4,98  | 2,18 | 1,56 | 1,25 | 1,25 | 321      |
| Monteiras                 | 62,41 | 14,89 | 7,09  | 0    | 2,13 | 0    | 1,42 | 141      |
| Parada de Ester e Ester   | 39,01 | 46,45 | 3,90  | 0,35 | 0,71 | 0,35 | 1,06 | 282      |
| Pepim                     | 50,00 | 25,00 | 5,56  | 1,85 | 2,78 | 1,85 | 0,93 | 108      |
| Picão e Ermida            | 57,80 | 17,89 | 3,67  | 4,13 | 1,83 | 1,83 | 3,21 | 218      |
| Pinheiro                  | 47,42 | 38,50 | 4,23  | 1,41 | 0,47 | 1,88 | 0    | 213      |
| Reriz e Gafanhão          | 24,89 | 55,46 | 3,06  | 4,80 | 1,75 | 0,87 | 0,44 | 229      |
| São Joaninho              | 64,49 | 16,82 | 3,74  | 1,87 | 1,87 | 0    | 0    | 107      |
| Castro Daire              | 42,68 | 33,72 | 5,52  | 3,46 | 1,46 | 1,17 | 1,10 | 4 454    |

### Cinfães
| Partido                 | Partido                        | Votos  | %               | +/-   |
| ----------------------- | ------------------------------ | ------ | --------------- | ----- |
|                         | Partido Socialista             | 2 115  | 43,32 / 100,00  | 8,39  |
|                         | Aliança Portugal               | 1 572  | 32,20 / 100,00  | 14,56 |
|                         | Partido da Terra               | 320    | 6,55 / 100,00   | 6,03  |
|                         | Coligação Democrática Unitária | 204    | 4,18 / 100,00   | 0,26  |
|                         | Bloco de Esquerda              | 96     | 1,97 / 100,00   | 3,60  |
|                         | PCTP/MRPP                      | 59     | 1,21 / 100,00   | 0,20  |
|                         | Partido da Nova Democracia     | 58     | 1,19 / 100,00   | -     |
|                         | LIVRE/Tempo de Avançar         | 53     | 1,09 / 100,00   | Novo  |
|                         | Outros                         | 157    | 3,22 / 100,00   |       |
| Votos Inválidos         | Votos Inválidos                | 248    | 5,08 / 100,00   | 0,33  |
| Total                   | Total                          | 4 882  | 100,00 / 100,00 |       |
| Eleitorado/Participação | Eleitorado/Participação        | 18 101 | 26,97 / 100,00  | 1,67  |

| Freguesia                            | %     | %     | %     | %    | %    | %    | %    | %    | Votantes |
| Freguesia                            | PS    | AP    | MPT   | CDU  | BE   | PCTP | PND  | L    | Votantes |
| ------------------------------------ | ----- | ----- | ----- | ---- | ---- | ---- | ---- | ---- | -------- |
| Alhões, Bustelo, Gralheira e Ramires | 47,02 | 32,12 | 5,30  | 2,65 | 2,65 | 0,99 | 1,99 | 0,99 | 302      |
| Cinfães                              | 43,86 | 28,55 | 6,27  | 6,27 | 2,77 | 1,20 | 1,20 | 0,96 | 830      |
| Espadanedo                           | 22,09 | 47,76 | 11,94 | 0,90 | 1,79 | 0,90 | 2,99 | 1,49 | 335      |
| Ferreiros de Tendais                 | 39,51 | 37,65 | 4,32  | 3,70 | 1,23 | 2,47 | 0    | 1,23 | 162      |
| Fornelos                             | 42,20 | 26,61 | 9,17  | 2,29 | 2,29 | 2,29 | 1,83 | 0,92 | 218      |
| Moimenta                             | 43,33 | 32,00 | 9,33  | 4,00 | 0,67 | 4,00 | 0    | 0,67 | 150      |
| Nespereira                           | 32,88 | 41,20 | 5,80  | 5,80 | 2,51 | 0,97 | 1,93 | 0,39 | 517      |
| Oliveira do Douro                    | 54,29 | 17,17 | 4,71  | 8,31 | 2,49 | 1,39 | 0,28 | 1,66 | 361      |
| Santiago de Piães                    | 37,54 | 36,00 | 9,23  | 3,08 | 2,15 | 1,23 | 1,54 | 1,23 | 325      |
| São Cristóvão de Nogueira            | 59,49 | 20,51 | 6,15  | 3,08 | 1,54 | 1,28 | 0,51 | 0,77 | 390      |
| Souselo                              | 47,57 | 32,96 | 4,87  | 5,24 | 1,50 | 0,94 | 0,37 | 0,19 | 534      |
| Tarouquela                           | 43,51 | 32,44 | 11,83 | 1,53 | 0,76 | 0,76 | 1,15 | 2,29 | 262      |
| Tendais                              | 30,71 | 52,36 | 1,18  | 1,97 | 1,18 | 0,39 | 1,57 | 1,57 | 254      |
| Travanca                             | 61,16 | 18,60 | 4,13  | 2,07 | 1,24 | 0,41 | 0,41 | 2,48 | 242      |
| Cinfães                              | 43,32 | 32,20 | 6,55  | 4,18 | 1,97 | 1,21 | 1,19 | 1,09 | 4 882    |

### Lamego
| Partido                 | Partido                        | Votos  | %               | +/-   |
| ----------------------- | ------------------------------ | ------ | --------------- | ----- |
|                         | Aliança Portugal               | 2 948  | 35,34 / 100,00  | 18,41 |
|                         | Partido Socialista             | 2 886  | 34,60 / 100,00  | 11,90 |
|                         | Coligação Democrática Unitária | 602    | 7,22 / 100,00   | 0,44  |
|                         | Partido da Terra               | 541    | 6,49 / 100,00   | 6,14  |
|                         | Bloco de Esquerda              | 248    | 2,97 / 100,00   | 5,03  |
|                         | PCTP/MRPP                      | 123    | 1,47 / 100,00   | 0,38  |
|                         | Outros                         | 422    | 5,06 / 100,00   |       |
| Votos Inválidos         | Votos Inválidos                | 571    | 6,84 / 100,00   | 2,46  |
| Total                   | Total                          | 8 341  | 100,00 / 100,00 |       |
| Eleitorado/Participação | Eleitorado/Participação        | 25 700 | 32,46 / 100,00  | 1,73  |

| Freguesia                      | %     | %     | %     | %    | %    | %    | Votantes |
| Freguesia                      | AP    | PS    | CDU   | MPT  | BE   | PCTP | Votantes |
| ------------------------------ | ----- | ----- | ----- | ---- | ---- | ---- | -------- |
| Avões                          | 17,33 | 28,89 | 34,67 | 3,56 | 4,44 | 4,00 | 225      |
| Bigorne, Magueija e Pretarouca | 42,26 | 36,45 | 5,16  | 4,19 | 2,90 | 0    | 310      |
| Britiande                      | 38,30 | 33,33 | 8,16  | 3,19 | 2,84 | 1,42 | 282      |
| Cambres                        | 20,63 | 52,46 | 8,06  | 5,70 | 1,38 | 2,36 | 509      |
| Cepões, Meijinhos e Melcões    | 50,92 | 23,17 | 4,13  | 3,90 | 2,29 | 1,38 | 436      |
| Ferreirim                      | 45,73 | 32,08 | 3,75  | 6,14 | 1,37 | 0,68 | 293      |
| Ferreiros de Avões             | 47,37 | 21,64 | 7,02  | 5,26 | 4,09 | 1,17 | 171      |
| Figueira                       | 55,34 | 30,10 | 3,88  | 0    | 1,94 | 1,94 | 103      |
| Lalim                          | 43,40 | 32,08 | 5,28  | 4,53 | 2,64 | 2,26 | 265      |
| Lamego (Almacave e Sé)         | 31,36 | 33,55 | 8,20  | 8,84 | 3,51 | 1,42 | 3 791    |
| Lazarim                        | 43,72 | 28,14 | 3,52  | 1,51 | 4,52 | 2,51 | 199      |
| Parada do Bispo e Valdigem     | 29,19 | 50,58 | 4,34  | 5,20 | 1,73 | 0,87 | 346      |
| Penajoia                       | 43,21 | 28,81 | 4,12  | 6,17 | 1,65 | 0,41 | 243      |
| Penude                         | 42,43 | 33,26 | 2,52  | 7,80 | 3,67 | 0,69 | 436      |
| Samodães                       | 25,00 | 48,61 | 4,17  | 4,17 | 0    | 5,56 | 72       |
| Sande                          | 25,87 | 55,60 | 3,47  | 4,25 | 1,54 | 1,54 | 259      |
| Várzea de Abrunhais            | 51,55 | 32,30 | 4,35  | 0    | 1,24 | 0,62 | 161      |
| Vila Nova de Souto d'El-Rei    | 50,42 | 20,83 | 5,00  | 2,92 | 4,17 | 2,08 | 240      |
| Lamego                         | 35,34 | 34,60 | 7,22  | 6,49 | 2,97 | 1,47 | 8 341    |

### Mangualde
| Partido                 | Partido                               | Votos  | %               | +/-   |
| ----------------------- | ------------------------------------- | ------ | --------------- | ----- |
|                         | Partido Socialista                    | 2 191  | 38,51 / 100,00  | 5,63  |
|                         | Aliança Portugal                      | 1 833  | 32,22 / 100,00  | 15,03 |
|                         | Partido da Terra                      | 378    | 6,64 / 100,00   | 6,24  |
|                         | Coligação Democrática Unitária        | 297    | 5,22 / 100,00   | 0,81  |
|                         | Bloco de Esquerda                     | 145    | 2,55 / 100,00   | 3,90  |
|                         | LIVRE/Tempo de Avançar                | 75     | 1,32 / 100,00   | Novo  |
|                         | Partido pelos Animais e pela Natureza | 68     | 1,20 / 100,00   | Novo  |
|                         | PCTP/MRPP                             | 61     | 1,07 / 100,00   | 0,36  |
|                         | Outros                                | 143    | 2,50 / 100,00   |       |
| Votos Inválidos         | Votos Inválidos                       | 498    | 8,75 / 100,00   | 2,89  |
| Total                   | Total                                 | 5 689  | 100,00 / 100,00 |       |
| Eleitorado/Participação | Eleitorado/Participação               | 20 142 | 28,24 / 100,00  | 3,70  |

| Freguesia                                 | %     | %     | %     | %    | %    | %    | %    | %    | Votantes |
| Freguesia                                 | PS    | AP    | MPT   | CDU  | BE   | L    | PAN  | PCTP | Votantes |
| ----------------------------------------- | ----- | ----- | ----- | ---- | ---- | ---- | ---- | ---- | -------- |
| Abrunhosa-a-Velha                         | 33,07 | 30,71 | 7,09  | 1,57 | 0,79 | 0    | 1,57 | 0,79 | 127      |
| Alcafache                                 | 40,44 | 34,56 | 3,31  | 4,41 | 2,21 | 1,10 | 1,47 | 2,21 | 272      |
| Cunha Baixa                               | 31,60 | 42,36 | 9,03  | 4,86 | 2,78 | 0    | 0,69 | 0,35 | 288      |
| Espinho                                   | 35,74 | 42,60 | 4,69  | 5,78 | 2,53 | 0,72 | 0    | 1,08 | 277      |
| Fornos de Maceira Dão                     | 44,78 | 29,85 | 5,97  | 4,98 | 1,24 | 0,25 | 0,25 | 1,24 | 402      |
| Freixiosa                                 | 29,55 | 44,32 | 3,41  | 2,27 | 0    | 0    | 0    | 4,55 | 88       |
| Mangualde, Mesquitela e Cunha Alta        | 38,48 | 28,31 | 7,67  | 6,49 | 3,28 | 1,84 | 1,51 | 1,00 | 2 713    |
| Moimenta de Maceira Dão e Lobelhe do Mato | 36,88 | 39,38 | 4,38  | 5,00 | 2,19 | 0,94 | 0,94 | 1,56 | 320      |
| Quintela de Azurara                       | 48,99 | 22,73 | 4,55  | 1,52 | 3,54 | 2,02 | 1,01 | 1,52 | 198      |
| Santiago de Cassurrães e Póvoa de Cervães | 43,45 | 27,07 | 7,42  | 5,46 | 1,75 | 1,09 | 1,53 | 1,09 | 458      |
| São João da Fresta                        | 45,56 | 27,78 | 11,11 | 1,11 | 2,22 | 0    | 1,11 | 0    | 90       |
| Tavares (Chãs, Várzea e Travanca)         | 31,58 | 46,71 | 4,17  | 2,19 | 1,10 | 1,54 | 1,10 | 0,22 | 456      |
| Mangualde                                 | 38,51 | 32,22 | 6,64  | 5,22 | 2,55 | 1,32 | 1,20 | 1,07 | 5 689    |

### Moimenta da Beira
| Partido                 | Partido                        | Votos  | %               | +/-   |
| ----------------------- | ------------------------------ | ------ | --------------- | ----- |
|                         | Aliança Portugal               | 1 225  | 40,38 / 100,00  | 16,00 |
|                         | Partido Socialista             | 1 006  | 33,16 / 100,00  | 8,09  |
|                         | Partido da Terra               | 153    | 5,04 / 100,00   | 4,45  |
|                         | Coligação Democrática Unitária | 149    | 4,91 / 100,00   | 0,97  |
|                         | Bloco de Esquerda              | 58     | 1,91 / 100,00   | 3,95  |
|                         | PCTP/MRPP                      | 41     | 1,35 / 100,00   | 0,79  |
|                         | LIVRE/Tempo de Avançar         | 34     | 1,12 / 100,00   | Novo  |
|                         | Outros                         | 127    | 4,18 / 100,00   |       |
| Votos Inválidos         | Votos Inválidos                | 241    | 7,95 / 100,00   | 2,24  |
| Total                   | Total                          | 3 034  | 100,00 / 100,00 |       |
| Eleitorado/Participação | Eleitorado/Participação        | 11 405 | 26,60 / 100,00  | 1,32  |

| Freguesia                            | %     | %     | %     | %    | %    | %    | %    | Votantes |
| Freguesia                            | AP    | PS    | MPT   | CDU  | BE   | PCTP | L    | Votantes |
| ------------------------------------ | ----- | ----- | ----- | ---- | ---- | ---- | ---- | -------- |
| Alvite                               | 41,94 | 38,31 | 3,23  | 6,05 | 1,21 | 1,21 | 1,21 | 248      |
| Arcozelos                            | 32,94 | 30,59 | 4,12  | 6,47 | 1,76 | 0    | 1,18 | 170      |
| Baldos                               | 44,44 | 26,98 | 11,11 | 3,17 | 0    | 3,17 | 1,59 | 63       |
| Cabaços                              | 30,97 | 41,59 | 5,31  | 2,65 | 1,77 | 0,88 | 1,77 | 113      |
| Caria                                | 48,87 | 31,58 | 2,26  | 4,51 | 0,75 | 3,01 | 0    | 133      |
| Castelo                              | 41,25 | 30,00 | 2,50  | 3,75 | 2,50 | 0    | 5,00 | 80       |
| Leomil                               | 44,37 | 26,82 | 5,96  | 5,30 | 2,65 | 1,66 | 1,32 | 302      |
| Moimenta da Beira                    | 31,95 | 41,63 | 6,50  | 5,95 | 2,77 | 0,55 | 1,38 | 723      |
| Paradinha e Nagosa                   | 40,87 | 29,57 | 6,96  | 4,35 | 0,87 | 5,22 | 0,87 | 115      |
| Passô                                | 34,51 | 31,69 | 0,70  | 8,45 | 4,23 | 4,93 | 0    | 142      |
| Pêra Velha, Aldeia de Nacomba e Ariz | 49,75 | 20,60 | 9,05  | 3,02 | 2,01 | 0,50 | 2,51 | 199      |
| Peva e Segões                        | 60,45 | 22,27 | 3,64  | 1,36 | 1,82 | 0,45 | 0,45 | 220      |
| Rua                                  | 36,50 | 37,00 | 3,50  | 7,50 | 1,50 | 2,00 | 0,50 | 200      |
| Sarzedo                              | 26,67 | 37,78 | 6,67  | 0    | 0    | 0    | 0    | 45       |
| Sever                                | 42,05 | 29,55 | 3,98  | 4,55 | 0    | 1,70 | 0    | 176      |
| Vilar                                | 49,52 | 33,33 | 2,86  | 0,95 | 0,95 | 0    | 0    | 105      |
| Moimenta da Beira                    | 40,38 | 33,16 | 5,04  | 4,91 | 1,91 | 1,35 | 1,12 | 3 034    |

### Mortágua
| Partido                 | Partido                        | Votos | %               | +/-  |
| ----------------------- | ------------------------------ | ----- | --------------- | ---- |
|                         | Aliança Portugal               | 1 010 | 38,76 / 100,00  | 4,51 |
|                         | Partido Socialista             | 832   | 31,93 / 100,00  | 0,52 |
|                         | Partido da Terra               | 146   | 5,60 / 100,00   | 5,24 |
|                         | Coligação Democrática Unitária | 113   | 4,34 / 100,00   | 0,82 |
|                         | Bloco de Esquerda              | 62    | 2,38 / 100,00   | 5,90 |
|                         | LIVRE/Tempo de Avançar         | 44    | 1,69 / 100,00   | Novo |
|                         | Outros                         | 113   | 4,33 / 100,00   |      |
| Votos Inválidos         | Votos Inválidos                | 286   | 10,98 / 100,00  | 0,75 |
| Total                   | Total                          | 2 606 | 100,00 / 100,00 |      |
| Eleitorado/Participação | Eleitorado/Participação        | 9 847 | 26,46 / 100,00  | 1,89 |

| Freguesia                                     | %     | %     | %     | %    | %    | %    | Votantes |
| Freguesia                                     | AP    | PS    | MPT   | CDU  | BE   | L    | Votantes |
| --------------------------------------------- | ----- | ----- | ----- | ---- | ---- | ---- | -------- |
| Cercosa                                       | 31,82 | 45,45 | 3,64  | 0,91 | 0,91 | 0    | 110      |
| Espinho                                       | 49,14 | 33,62 | 2,59  | 1,72 | 3,88 | 0,86 | 232      |
| Marmeleira                                    | 22,84 | 48,77 | 5,56  | 4,94 | 1,85 | 0,62 | 162      |
| Mortágua, Vale de Remígio, Cortegaça e Almaça | 33,13 | 33,05 | 5,44  | 6,30 | 2,76 | 2,16 | 1 159    |
| Pala                                          | 49,00 | 21,91 | 10,76 | 3,59 | 2,39 | 2,39 | 251      |
| Sobral                                        | 46,39 | 25,09 | 5,67  | 2,75 | 1,89 | 1,55 | 582      |
| Trezoi                                        | 42,73 | 37,27 | 3,64  | 1,82 | 0    | 0,91 | 110      |
| Mortágua                                      | 38,76 | 31,93 | 5,60  | 4,34 | 2,38 | 1,69 | 2 606    |

### Nelas
| Partido                 | Partido                        | Votos  | %               | +/-   |
| ----------------------- | ------------------------------ | ------ | --------------- | ----- |
|                         | Aliança Portugal               | 1 326  | 34,00 / 100,00  | 15,65 |
|                         | Partido Socialista             | 1 268  | 32,51 / 100,00  | 8,65  |
|                         | Partido da Terra               | 339    | 8,69 / 100,00   | 7,57  |
|                         | Coligação Democrática Unitária | 212    | 5,44 / 100,00   | 0,89  |
|                         | Bloco de Esquerda              | 158    | 4,05 / 100,00   | 5,63  |
|                         | PCTP/MRPP                      | 61     | 1,56 / 100,00   | 0,65  |
|                         | LIVRE/Tempo de Avançar         | 40     | 1,03 / 100,00   | Novo  |
|                         | Outros                         | 158    | 4,05 / 100,00   |       |
| Votos Inválidos         | Votos Inválidos                | 338    | 8,66 / 100,00   | 0,60  |
| Total                   | Total                          | 3 900  | 100,00 / 100,00 |       |
| Eleitorado/Participação | Eleitorado/Participação        | 13 684 | 28,50 / 100,00  | 4,05  |

| Freguesia                    | %     | %     | %     | %    | %    | %    | %    | Votantes |
| Freguesia                    | AP    | PS    | MPT   | CDU  | BE   | PCTP | L    | Votantes |
| ---------------------------- | ----- | ----- | ----- | ---- | ---- | ---- | ---- | -------- |
| Canas de Senhorim            | 29,78 | 30,20 | 9,41  | 9,62 | 5,17 | 1,86 | 2,07 | 967      |
| Carvalhal Redondo e Aguieira | 37,35 | 37,95 | 5,02  | 2,41 | 3,01 | 2,01 | 1,00 | 498      |
| Lapa do Lobo                 | 37,40 | 36,59 | 8,94  | 4,88 | 2,44 | 0,41 | 0,81 | 246      |
| Nelas                        | 31,41 | 31,82 | 10,22 | 4,12 | 4,78 | 0,99 | 0,66 | 1 213    |
| Santar e Moreira             | 32,12 | 39,19 | 6,85  | 5,35 | 1,50 | 2,36 | 0    | 467      |
| Senhorim                     | 42,80 | 24,24 | 9,47  | 3,79 | 5,68 | 1,89 | 0,76 | 264      |
| Vilar Seco                   | 47,35 | 26,12 | 8,16  | 4,08 | 2,86 | 1,63 | 1,22 | 245      |
| Nelas                        | 34,00 | 32,51 | 8,69  | 5,44 | 4,05 | 1,56 | 1,03 | 3 900    |

### Oliveira de Frades
| Partido                 | Partido                               | Votos | %               | +/-   |
| ----------------------- | ------------------------------------- | ----- | --------------- | ----- |
|                         | Aliança Portugal                      | 1 418 | 44,55 / 100,00  | 13,39 |
|                         | Partido Socialista                    | 741   | 23,28 / 100,00  | 2,79  |
|                         | Partido da Terra                      | 231   | 7,26 / 100,00   | 6,68  |
|                         | Coligação Democrática Unitária        | 168   | 5,28 / 100,00   | 1,05  |
|                         | Bloco de Esquerda                     | 102   | 3,20 / 100,00   | 2,35  |
|                         | LIVRE/Tempo de Avançar                | 34    | 1,07 / 100,00   | Novo  |
|                         | Partido pelos Animais e pela Natureza | 34    | 1,07 / 100,00   | Novo  |
|                         | Partido da Nova Democracia            | 33    | 1,04 / 100,00   | -     |
|                         | PCTP/MRPP                             | 32    | 1,01 / 100,00   | 0,04  |
|                         | Outros                                | 71    | 2,22 / 100,00   |       |
| Votos Inválidos         | Votos Inválidos                       | 319   | 10,02 / 100,00  | 2,26  |
| Total                   | Total                                 | 3 183 | 100,00 / 100,00 |       |
| Eleitorado/Participação | Eleitorado/Participação               | 9 338 | 34,09 / 100,00  | 3,80  |

| Freguesia                                    | %     | %     | %    | %    | %    | %    | %    | %    | %    | Votantes |
| Freguesia                                    | AP    | PS    | MPT  | CDU  | BE   | L    | PAN  | PND  | PCTP | Votantes |
| -------------------------------------------- | ----- | ----- | ---- | ---- | ---- | ---- | ---- | ---- | ---- | -------- |
| Arca e Varzielas                             | 62,04 | 9,80  | 6,94 | 3,67 | 4,08 | 0,82 | 0,82 | 1,22 | 2,04 | 245      |
| Arcozelo das Maias                           | 45,32 | 20,86 | 7,67 | 5,04 | 3,84 | 0,96 | 0,72 | 1,44 | 1,44 | 417      |
| Destriz e Reigoso                            | 41,15 | 28,71 | 6,22 | 5,74 | 1,91 | 1,44 | 0    | 1,91 | 0,96 | 209      |
| Oliveira de Frades, Souto de Lafões e Sejães | 38,62 | 23,50 | 8,56 | 6,10 | 4,28 | 1,64 | 1,64 | 0,82 | 0,73 | 1 098    |
| Pinheiro                                     | 49,55 | 21,62 | 5,41 | 7,88 | 3,15 | 0,90 | 0,90 | 0,45 | 0,90 | 444      |
| Ribeiradio                                   | 40,30 | 31,82 | 6,97 | 3,03 | 1,21 | 0,30 | 0,91 | 1,52 | 0,91 | 330      |
| São João da Serra                            | 48,04 | 27,37 | 4,47 | 1,68 | 0,56 | 0,56 | 1,12 | 1,68 | 1,68 | 179      |
| São Vicente de Lafões                        | 49,04 | 23,75 | 7,66 | 4,21 | 2,30 | 0,38 | 0,77 | 0,38 | 0,38 | 261      |
| Oliveira de Frades                           | 44,55 | 23,28 | 7,26 | 5,28 | 3,20 | 1,07 | 1,07 | 1,04 | 1,01 | 3 183    |

### Penalva de Castelo
| Partido                 | Partido                        | Votos | %               | +/-   |
| ----------------------- | ------------------------------ | ----- | --------------- | ----- |
|                         | Aliança Portugal               | 1 076 | 38,97 / 100,00  | 15,87 |
|                         | Partido Socialista             | 996   | 36,07 / 100,00  | 10,30 |
|                         | Partido da Terra               | 163   | 5,90 / 100,00   | 5,63  |
|                         | Coligação Democrática Unitária | 140   | 5,07 / 100,00   | 0,49  |
|                         | Bloco de Esquerda              | 45    | 1,63 / 100,00   | 3,90  |
|                         | PCTP/MRPP                      | 34    | 1,23 / 100,00   | 0,11  |
|                         | Outros                         | 117   | 4,23 / 100,00   |       |
| Votos Inválidos         | Votos Inválidos                | 190   | 6,88 / 100,00   | 1,44  |
| Total                   | Total                          | 2 761 | 100,00 / 100,00 |       |
| Eleitorado/Participação | Eleitorado/Participação        | 8 670 | 31,85 / 100,00  | 0,14  |

| Freguesia                    | %     | %     | %     | %     | %    | %    | Votantes |
| Freguesia                    | AP    | PS    | MPT   | CDU   | BE   | PCTP | Votantes |
| ---------------------------- | ----- | ----- | ----- | ----- | ---- | ---- | -------- |
| Antas e Matela               | 51,49 | 27,72 | 10,40 | 0,99  | 1,49 | 0,99 | 202      |
| Castelo de Penalva           | 48,04 | 26,33 | 5,34  | 6,05  | 0,71 | 1,07 | 281      |
| Esmolfe                      | 41,18 | 32,09 | 5,35  | 2,67  | 0,53 | 2,67 | 187      |
| Germil                       | 29,33 | 46,00 | 7,33  | 6,00  | 2,00 | 0    | 150      |
| Ínsua                        | 28,40 | 41,73 | 8,13  | 6,27  | 2,27 | 0,80 | 750      |
| Lusinde                      | 43,00 | 35,00 | 3,00  | 6,00  | 6,00 | 1,00 | 100      |
| Pindo                        | 43,70 | 34,06 | 4,53  | 4,72  | 0,79 | 1,38 | 508      |
| Real                         | 34,69 | 19,39 | 3,06  | 17,35 | 4,08 | 6,12 | 98       |
| Sezures                      | 40,81 | 47,53 | 1,79  | 1,79  | 1,79 | 0    | 223      |
| Trancozelos                  | 19,78 | 48,35 | 6,59  | 2,20  | 0    | 3,30 | 91       |
| Vila Cova do Covelo e Mareco | 55,56 | 27,49 | 3,51  | 4,09  | 0,58 | 0,58 | 171      |
| Penalva do Castelo           | 38,97 | 36,07 | 5,90  | 5,07  | 1,63 | 1,23 | 2 761    |

### Penedono
| Partido                 | Partido                               | Votos | %               | +/-   |
| ----------------------- | ------------------------------------- | ----- | --------------- | ----- |
|                         | Aliança Portugal                      | 376   | 38,17 / 100,00  | 13,28 |
|                         | Partido Socialista                    | 295   | 29,95 / 100,00  | 3,41  |
|                         | Partido da Terra                      | 66    | 6,70 / 100,00   | 6,02  |
|                         | Coligação Democrática Unitária        | 41    | 4,16 / 100,00   | 0,62  |
|                         | Bloco de Esquerda                     | 32    | 3,25 / 100,00   | 3,32  |
|                         | Partido pelos Animais e pela Natureza | 16    | 1,62 / 100,00   | Novo  |
|                         | Partido da Nova Democracia            | 16    | 1,62 / 100,00   | -     |
|                         | LIVRE/Tempo de Avançar                | 14    | 1,42 / 100,00   | Novo  |
|                         | PCTP/MRPP                             | 13    | 1,32 / 100,00   | 0,47  |
|                         | Outros                                | 30    | 3,04 / 100,00   |       |
| Votos Inválidos         | Votos Inválidos                       | 86    | 8,73 / 100,00   | 2,16  |
| Total                   | Total                                 | 985   | 100,00 / 100,00 |       |
| Eleitorado/Participação | Eleitorado/Participação               | 3 522 | 27,97 / 100,00  | 3,24  |

| Freguesia         | %     | %     | %    | %    | %    | %    | %    | %    | %    | Votantes |
| Freguesia         | AP    | PS    | MPT  | CDU  | BE   | PAN  | PND  | L    | PCTP | Votantes |
| ----------------- | ----- | ----- | ---- | ---- | ---- | ---- | ---- | ---- | ---- | -------- |
| Antas e Ourozinho | 27,78 | 38,89 | 5,56 | 4,76 | 3,17 | 1,59 | 0,79 | 0    | 1,59 | 126      |
| Beselga           | 44,90 | 21,43 | 8,16 | 1,02 | 1,02 | 2,04 | 6,12 | 3,06 | 0    | 98       |
| Castainço         | 28,21 | 41,03 | 8,97 | 1,28 | 6,41 | 1,28 | 1,28 | 1,28 | 3,85 | 78       |
| Penedono e Granja | 33,23 | 32,29 | 7,52 | 7,21 | 2,51 | 1,88 | 1,25 | 2,19 | 1,57 | 319      |
| Penela da Beira   | 44,85 | 23,53 | 8,82 | 2,94 | 5,15 | 1,47 | 0    | 0    | 0,74 | 136      |
| Póvoa de Penela   | 27,96 | 43,01 | 4,30 | 3,23 | 2,15 | 1,08 | 1,08 | 2,15 | 1,08 | 93       |
| Souto             | 60,74 | 13,33 | 2,96 | 2,22 | 3,70 | 1,48 | 2,22 | 0,74 | 0,74 | 135      |
| Penedono          | 38,17 | 29,95 | 6,70 | 4,16 | 3,25 | 1,62 | 1,62 | 1,42 | 1,32 | 985      |

### Resende
| Partido                 | Partido                        | Votos  | %               | +/-   |
| ----------------------- | ------------------------------ | ------ | --------------- | ----- |
|                         | Partido Socialista             | 1 740  | 48,92 / 100,00  | 11,75 |
|                         | Aliança Portugal               | 1 157  | 32,53 / 100,00  | 12,63 |
|                         | Partido da Terra               | 175    | 4,92 / 100,00   | 4,54  |
|                         | Coligação Democrática Unitária | 97     | 2,73 / 100,00   | 1,21  |
|                         | Bloco de Esquerda              | 60     | 1,69 / 100,00   | 3,24  |
|                         | Outros                         | 155    | 4,35 / 100,00   |       |
| Votos Inválidos         | Votos Inválidos                | 173    | 4,86 / 100,00   | 0,25  |
| Total                   | Total                          | 3 557  | 100,00 / 100,00 |       |
| Eleitorado/Participação | Eleitorado/Participação        | 11 140 | 31,93 / 100,00  | 0,94  |

| Freguesia                     | %     | %     | %    | %    | %    | Votantes |
| Freguesia                     | PS    | AP    | MPT  | CDU  | BE   | Votantes |
| ----------------------------- | ----- | ----- | ---- | ---- | ---- | -------- |
| Anreade e São Romão de Aregos | 51,17 | 30,81 | 6,49 | 1,26 | 1,62 | 555      |
| Barrô                         | 37,88 | 41,92 | 3,03 | 3,03 | 1,52 | 198      |
| Cárquere                      | 47,19 | 31,46 | 2,25 | 4,12 | 1,50 | 267      |
| Felgueiras e Feirão           | 54,67 | 29,91 | 5,14 | 1,87 | 1,87 | 214      |
| Freigil e Miomães             | 61,62 | 20,88 | 4,04 | 3,03 | 2,69 | 297      |
| Ovadas e Panchorra            | 46,41 | 42,54 | 1,66 | 3,31 | 0,55 | 181      |
| Paus                          | 63,69 | 26,19 | 1,79 | 0    | 2,98 | 168      |
| Resende                       | 49,94 | 26,74 | 7,96 | 3,76 | 1,77 | 905      |
| São Cipriano                  | 38,93 | 48,47 | 2,67 | 1,53 | 0,76 | 262      |
| São João de Fontoura          | 50,00 | 30,00 | 1,11 | 5,00 | 2,78 | 180      |
| São Martinho de Mouros        | 36,36 | 45,15 | 5,15 | 2,12 | 0,91 | 330      |
| Resende                       | 48,92 | 32,53 | 4,92 | 2,73 | 1,69 | 3 557    |

### Santa Comba Dão
| Partido                 | Partido                        | Votos  | %               | +/-  |
| ----------------------- | ------------------------------ | ------ | --------------- | ---- |
|                         | Aliança Portugal               | 1 387  | 41,05 / 100,00  | 9,04 |
|                         | Partido Socialista             | 1 112  | 32,91 / 100,00  | 4,66 |
|                         | Partido da Terra               | 194    | 5,74 / 100,00   | 5,39 |
|                         | Coligação Democrática Unitária | 117    | 3,46 / 100,00   | 0,69 |
|                         | Bloco de Esquerda              | 69     | 2,04 / 100,00   | 6,72 |
|                         | LIVRE/Tempo de Avançar         | 44     | 1,30 / 100,00   | Novo |
|                         | Outros                         | 163    | 4,83 / 100,00   |      |
| Votos Inválidos         | Votos Inválidos                | 293    | 8,67 / 100,00   | 1,25 |
| Total                   | Total                          | 3 379  | 100,00 / 100,00 |      |
| Eleitorado/Participação | Eleitorado/Participação        | 11 408 | 29,62 / 100,00  | 5,71 |

| Freguesia                           | %     | %     | %    | %    | %    | %    | Votantes |
| Freguesia                           | AP    | PS    | MPT  | CDU  | BE   | L    | Votantes |
| ----------------------------------- | ----- | ----- | ---- | ---- | ---- | ---- | -------- |
| Ovoa e Vimieiro                     | 45,92 | 33,59 | 4,17 | 2,09 | 0,95 | 1,52 | 527      |
| Pinheiro de Ázere                   | 33,33 | 41,18 | 6,86 | 3,92 | 2,29 | 0,65 | 306      |
| Santa Comba Dão e Couto do Mosteiro | 36,24 | 32,85 | 7,18 | 2,99 | 2,58 | 1,69 | 1 239    |
| São Joaninho                        | 52,89 | 24,86 | 5,20 | 3,18 | 1,45 | 0,87 | 346      |
| São João de Areias                  | 43,32 | 31,87 | 3,63 | 5,15 | 1,91 | 1,53 | 524      |
| Treixedo e Nagozela                 | 42,11 | 34,10 | 5,72 | 4,35 | 2,29 | 0,46 | 437      |
| Santa Comba Dão                     | 41,05 | 32,91 | 5,74 | 3,46 | 2,04 | 1,30 | 3 379    |

### São João da Pesqueira
| Partido                 | Partido                               | Votos | %               | +/-   |
| ----------------------- | ------------------------------------- | ----- | --------------- | ----- |
|                         | Aliança Portugal                      | 849   | 38,38 / 100,00  | 13,19 |
|                         | Partido Socialista                    | 709   | 32,05 / 100,00  | 7,03  |
|                         | Partido da Terra                      | 176   | 7,96 / 100,00   | 7,22  |
|                         | Coligação Democrática Unitária        | 108   | 4,88 / 100,00   | 0,02  |
|                         | Bloco de Esquerda                     | 57    | 2,58 / 100,00   | 5,53  |
|                         | PCTP/MRPP                             | 42    | 1,90 / 100,00   | 0,50  |
|                         | Partido pelos Animais e pela Natureza | 28    | 1,27 / 100,00   | Novo  |
|                         | Partido da Nova Democracia            | 24    | 1,08 / 100,00   | -     |
|                         | Outros                                | 87    | 3,93 / 100,00   |       |
| Votos Inválidos         | Votos Inválidos                       | 132   | 5,96 / 100,00   | 0,78  |
| Total                   | Total                                 | 2 212 | 100,00 / 100,00 |       |
| Eleitorado/Participação | Eleitorado/Participação               | 7 530 | 29,38 / 100,00  | 0,10  |

| Freguesia                                 | %     | %     | %     | %    | %    | %    | %    | %    | Votantes |
| Freguesia                                 | AP    | PS    | MPT   | CDU  | BE   | PCTP | PAN  | PND  | Votantes |
| ----------------------------------------- | ----- | ----- | ----- | ---- | ---- | ---- | ---- | ---- | -------- |
| Castanheiro do Sul                        | 49,09 | 35,76 | 1,21  | 1,21 | 0    | 1,21 | 0    | 2,42 | 165      |
| Ervedosa do Douro                         | 30,28 | 38,03 | 13,73 | 4,58 | 2,11 | 1,76 | 2,11 | 0,35 | 284      |
| Nagozelo do Douro                         | 28,00 | 33,33 | 10,67 | 6,67 | 4,00 | 0,67 | 3,33 | 0    | 150      |
| Paredes da Beira                          | 51,70 | 18,75 | 11,36 | 4,55 | 1,70 | 0,57 | 1,14 | 1,14 | 176      |
| Riodades                                  | 33,61 | 50,42 | 1,68  | 3,36 | 0,84 | 0    | 0,84 | 0,84 | 119      |
| São João da Pesqueira e Várzea de Trevões | 35,15 | 27,72 | 9,74  | 7,76 | 4,13 | 2,97 | 0,99 | 0,83 | 606      |
| Soutelo do Douro                          | 38,81 | 41,79 | 3,48  | 2,99 | 1,99 | 1,99 | 1,49 | 1,49 | 201      |
| Trevões e Espinhosa                       | 38,02 | 30,73 | 7,81  | 3,65 | 1,56 | 2,08 | 1,04 | 2,08 | 192      |
| Vale de Figueira                          | 44,79 | 28,13 | 5,21  | 4,17 | 2,08 | 2,08 | 2,08 | 0    | 96       |
| Valongo dos Azeites                       | 38,24 | 23,53 | 10,29 | 5,88 | 4,41 | 2,94 | 0    | 1,47 | 68       |
| Vilarouco e Pereiros                      | 49,03 | 29,03 | 2,58  | 1,94 | 2,58 | 1,94 | 0,65 | 1,94 | 155      |
| São João da Pesqueira                     | 38,38 | 32,05 | 7,96  | 4,88 | 2,58 | 1,90 | 1,27 | 1,08 | 2 212    |

### São Pedro do Sul
| Partido                 | Partido                        | Votos  | %               | +/-   |
| ----------------------- | ------------------------------ | ------ | --------------- | ----- |
|                         | Partido Socialista             | 2 030  | 35,96 / 100,00  | 8,86  |
|                         | Aliança Portugal               | 1 960  | 34,72 / 100,00  | 15,17 |
|                         | Partido da Terra               | 356    | 6,31 / 100,00   | 5,79  |
|                         | Coligação Democrática Unitária | 265    | 4,69 / 100,00   | 0,26  |
|                         | Bloco de Esquerda              | 208    | 3,68 / 100,00   | 3,01  |
|                         | LIVRE/Tempo de Avançar         | 75     | 1,33 / 100,00   | Novo  |
|                         | PCTP/MRPP                      | 67     | 1,19 / 100,00   | 0,22  |
|                         | Partido da Nova Democracia     | 65     | 1,15 / 100,00   | -     |
|                         | Outros                         | 159    | 2,82 / 100,00   |       |
| Votos Inválidos         | Votos Inválidos                | 460    | 8,15 / 100,00   | 0,73  |
| Total                   | Total                          | 5 645  | 100,00 / 100,00 |       |
| Eleitorado/Participação | Eleitorado/Participação        | 17 110 | 32,99 / 100,00  | 2,06  |

| Freguesia                                     | %     | %     | %    | %    | %    | %    | %    | %    | Votantes |
| Freguesia                                     | PS    | AP    | MPT  | CDU  | BE   | L    | PCTP | PND  | Votantes |
| --------------------------------------------- | ----- | ----- | ---- | ---- | ---- | ---- | ---- | ---- | -------- |
| Bordonhos                                     | 39,73 | 33,93 | 5,80 | 3,13 | 2,23 | 1,79 | 1,79 | 1,34 | 224      |
| Carvalhais e Candal                           | 33,14 | 39,62 | 5,90 | 2,10 | 3,24 | 0,57 | 1,71 | 1,52 | 525      |
| Figueiredo de Alva                            | 34,21 | 34,96 | 6,39 | 2,63 | 3,76 | 0,75 | 1,88 | 1,88 | 266      |
| Manhouce                                      | 54,10 | 24,04 | 1,64 | 5,46 | 6,01 | 1,09 | 0,55 | 0    | 183      |
| Pindelo dos Milagres                          | 35,94 | 36,33 | 8,20 | 1,95 | 5,47 | 0,78 | 0,78 | 2,73 | 256      |
| Pinho                                         | 29,23 | 43,69 | 5,85 | 2,77 | 2,46 | 0,31 | 1,23 | 0,62 | 325      |
| Santa Cruz da Trapa e São Cristóvão de Lafões | 34,45 | 39,04 | 5,01 | 2,71 | 3,76 | 1,25 | 0,42 | 1,46 | 479      |
| São Félix                                     | 40,32 | 34,68 | 4,84 | 4,84 | 5,65 | 0,81 | 0,81 | 0,81 | 124      |
| São Martinho das Moitas e Covas do Rio        | 51,20 | 32,00 | 4,00 | 4,00 | 0    | 0    | 0,80 | 0,80 | 125      |
| São Pedro do Sul, Várzea e Baiões             | 35,36 | 27,69 | 8,77 | 7,02 | 4,39 | 2,36 | 1,43 | 0,88 | 1 824    |
| Serrazes                                      | 41,99 | 32,05 | 6,09 | 4,17 | 1,92 | 0,32 | 1,60 | 1,92 | 312      |
| Sul                                           | 43,77 | 40,26 | 1,60 | 3,19 | 2,56 | 1,28 | 0,32 | 0,64 | 313      |
| Valadares                                     | 26,99 | 45,40 | 5,83 | 5,52 | 4,29 | 0,31 | 0,31 | 0,61 | 326      |
| Vila Maior                                    | 30,30 | 42,70 | 4,13 | 6,34 | 2,75 | 1,10 | 1,38 | 1,38 | 363      |
| São Pedro do Sul                              | 35,96 | 34,72 | 6,31 | 4,69 | 3,68 | 1,33 | 1,19 | 1,15 | 5 645    |

### Sátão
| Partido                 | Partido                        | Votos  | %               | +/-   |
| ----------------------- | ------------------------------ | ------ | --------------- | ----- |
|                         | Aliança Portugal               | 1 774  | 48,68 / 100,00  | 11,95 |
|                         | Partido Socialista             | 975    | 26,76 / 100,00  | 7,51  |
|                         | Partido da Terra               | 267    | 7,33 / 100,00   | 6,29  |
|                         | Coligação Democrática Unitária | 91     | 2,50 / 100,00   | 0,02  |
|                         | Bloco de Esquerda              | 59     | 1,62 / 100,00   | 5,55  |
|                         | LIVRE/Tempo de Avançar         | 47     | 1,29 / 100,00   | Novo  |
|                         | Partido da Nova Democracia     | 42     | 1,15 / 100,00   | -     |
|                         | Outros                         | 126    | 3,46 / 100,00   |       |
| Votos Inválidos         | Votos Inválidos                | 263    | 7,22 / 100,00   | 0,44  |
| Total                   | Total                          | 3 644  | 100,00 / 100,00 |       |
| Eleitorado/Participação | Eleitorado/Participação        | 13 852 | 26,31 / 100,00  | 2,39  |

| Freguesia                     | %     | %     | %     | %    | %    | %    | %    | Votantes |
| Freguesia                     | AP    | PS    | MPT   | CDU  | BE   | L    | PND  | Votantes |
| ----------------------------- | ----- | ----- | ----- | ---- | ---- | ---- | ---- | -------- |
| Águas Boas e Forles           | 44,38 | 30,00 | 5,63  | 1,25 | 1,25 | 1,25 | 5,00 | 160      |
| Avelal                        | 68,35 | 15,82 | 5,70  | 1,27 | 0,63 | 0,63 | 0    | 158      |
| Ferreira de Aves              | 56,13 | 23,77 | 6,60  | 0,92 | 0,61 | 0,92 | 1,53 | 652      |
| Mioma                         | 49,37 | 29,11 | 8,02  | 0,84 | 1,69 | 1,69 | 0,84 | 237      |
| Rio de Moinhos                | 44,22 | 38,69 | 6,78  | 1,76 | 0,25 | 0,25 | 0,50 | 398      |
| Romãs, Decermilo e Vila Longa | 44,95 | 30,56 | 6,57  | 3,79 | 1,77 | 1,01 | 0,51 | 396      |
| São Miguel de Vila Boa        | 53,27 | 25,18 | 5,57  | 2,42 | 1,45 | 1,21 | 1,45 | 413      |
| Sátão                         | 40,79 | 25,19 | 10,47 | 4,17 | 3,20 | 2,13 | 0,87 | 1 032    |
| Silvã de Cima                 | 59,09 | 19,70 | 1,52  | 2,02 | 0,51 | 1,01 | 1,52 | 198      |
| Sátão                         | 48,68 | 26,76 | 7,33  | 2,50 | 1,62 | 1,29 | 1,15 | 3 644    |

### Sernancelhe
| Partido                 | Partido                        | Votos | %               | +/-   |
| ----------------------- | ------------------------------ | ----- | --------------- | ----- |
|                         | Aliança Portugal               | 1 352 | 56,52 / 100,00  | 10,42 |
|                         | Partido Socialista             | 631   | 26,38 / 100,00  | 6,14  |
|                         | Partido da Terra               | 103   | 4,31 / 100,00   | 3,90  |
|                         | Coligação Democrática Unitária | 42    | 1,76 / 100,00   | 0,25  |
|                         | Bloco de Esquerda              | 32    | 1,34 / 100,00   | 2,31  |
|                         | Partido da Nova Democracia     | 27    | 1,13 / 100,00   | -     |
|                         | Outros                         | 95    | 3,98 / 100,00   |       |
| Votos Inválidos         | Votos Inválidos                | 110   | 4,59 / 100,00   | 0,13  |
| Total                   | Total                          | 2 392 | 100,00 / 100,00 |       |
| Eleitorado/Participação | Eleitorado/Participação        | 6 513 | 36,73 / 100,00  | 1,94  |

| Freguesia                 | %     | %     | %    | %    | %    | %    | Votantes |
| Freguesia                 | AP    | PS    | MPT  | CDU  | BE   | PND  | Votantes |
| ------------------------- | ----- | ----- | ---- | ---- | ---- | ---- | -------- |
| Arnas                     | 42,22 | 43,33 | 1,11 | 0    | 1,11 | 2,22 | 90       |
| Carregal                  | 76,80 | 13,26 | 1,66 | 1,10 | 1,10 | 0,55 | 181      |
| Chosendo                  | 59,06 | 22,83 | 3,94 | 3,94 | 1,57 | 2,36 | 127      |
| Cunha                     | 70,40 | 17,60 | 1,60 | 1,60 | 1,60 | 3,20 | 125      |
| Faia                      | 41,10 | 42,47 | 6,85 | 1,37 | 1,37 | 0    | 73       |
| Ferreirim e Macieira      | 57,20 | 24,62 | 2,27 | 2,65 | 2,65 | 1,89 | 264      |
| Fonte Arcada e Escurquela | 55,56 | 30,99 | 1,17 | 1,75 | 0,58 | 0,58 | 171      |
| Granjal                   | 56,49 | 36,64 | 1,53 | 1,53 | 0    | 0,76 | 131      |
| Lamosa                    | 42,45 | 32,08 | 5,66 | 0    | 0,94 | 2,83 | 106      |
| Penso e Freixinho         | 56,20 | 24,82 | 7,30 | 2,92 | 0,73 | 0    | 137      |
| Quintela                  | 59,26 | 20,74 | 5,93 | 0,74 | 0    | 0    | 135      |
| Sernancelhe e Sarzeda     | 53,14 | 27,45 | 5,69 | 2,04 | 1,90 | 0,88 | 685      |
| Vila da Ponte             | 57,49 | 21,56 | 8,38 | 0,60 | 0,60 | 0,60 | 167      |
| Sernancelhe               | 56,52 | 26,38 | 4,31 | 1,76 | 1,34 | 1,13 | 2 392    |

### Tabuaço
| Partido                 | Partido                        | Votos | %               | +/-   |
| ----------------------- | ------------------------------ | ----- | --------------- | ----- |
|                         | Aliança Portugal               | 815   | 43,49 / 100,00  | 17,73 |
|                         | Partido Socialista             | 640   | 34,15 / 100,00  | 12,04 |
|                         | Partido da Terra               | 85    | 4,54 / 100,00   | 3,71  |
|                         | Coligação Democrática Unitária | 60    | 3,20 / 100,00   | 0,11  |
|                         | Bloco de Esquerda              | 30    | 1,60 / 100,00   | 4,17  |
|                         | Partido da Nova Democracia     | 23    | 1,23 / 100,00   | -     |
|                         | PCTP/MRPP                      | 20    | 1,07 / 100,00   | 0,05  |
|                         | Outros                         | 63    | 3,37 / 100,00   |       |
| Votos Inválidos         | Votos Inválidos                | 138   | 7,36 / 100,00   | 3,57  |
| Total                   | Total                          | 1 874 | 100,00 / 100,00 |       |
| Eleitorado/Participação | Eleitorado/Participação        | 6 044 | 31,01 / 100,00  | 1,79  |

| Freguesia                    | %     | %     | %     | %    | %    | %    | %    | Votantes |
| Freguesia                    | AP    | PS    | MPT   | CDU  | BE   | PND  | PCTP | Votantes |
| ---------------------------- | ----- | ----- | ----- | ---- | ---- | ---- | ---- | -------- |
| Adorigo                      | 43,56 | 36,63 | 3,96  | 0,99 | 0    | 1,98 | 1,98 | 101      |
| Arcos                        | 31,34 | 50,75 | 7,46  | 0    | 2,99 | 0    | 1,49 | 67       |
| Barcos e Santa Leocádia      | 46,75 | 27,64 | 2,03  | 5,69 | 2,03 | 2,44 | 2,44 | 246      |
| Chavães                      | 29,01 | 50,38 | 2,29  | 2,29 | 3,05 | 3,05 | 2,29 | 131      |
| Desejosa                     | 40,98 | 42,62 | 9,84  | 0    | 0    | 0    | 0    | 61       |
| Granja do Tedo               | 66,67 | 14,29 | 7,14  | 0    | 0    | 1,19 | 0    | 84       |
| Longa                        | 62,50 | 17,50 | 3,75  | 2,50 | 0    | 2,50 | 0    | 80       |
| Paradela e Granjinha         | 50,00 | 29,73 | 4,05  | 2,70 | 1,35 | 1,35 | 1,35 | 74       |
| Pinheiros e Vale de Figueira | 63,19 | 15,97 | 0,69  | 1,39 | 0    | 2,08 | 2,78 | 144      |
| Sendim                       | 40,59 | 31,68 | 10,89 | 2,97 | 0,99 | 0    | 0,99 | 101      |
| Tabuaço                      | 40,89 | 36,62 | 5,39  | 2,60 | 1,30 | 0,56 | 0,37 | 538      |
| Távora e Pereiro             | 36,81 | 39,58 | 3,47  | 7,64 | 2,78 | 0,69 | 0    | 144      |
| Valença do Douro             | 23,30 | 50,49 | 3,88  | 7,77 | 5,83 | 0    | 0    | 103      |
| Tabuaço                      | 43,49 | 34,15 | 4,54  | 3,20 | 1,60 | 1,23 | 1,07 | 1 874    |

### Tarouca
| Partido                 | Partido                        | Votos | %               | +/-   |
| ----------------------- | ------------------------------ | ----- | --------------- | ----- |
|                         | Aliança Portugal               | 956   | 42,53 / 100,00  | 13,48 |
|                         | Partido Socialista             | 621   | 27,62 / 100,00  | 2,74  |
|                         | Coligação Democrática Unitária | 159   | 7,07 / 100,00   | 1,53  |
|                         | Partido da Terra               | 134   | 5,96 / 100,00   | 5,37  |
|                         | Bloco de Esquerda              | 77    | 3,43 / 100,00   | 2,42  |
|                         | PCTP/MRPP                      | 38    | 1,69 / 100,00   | 1,03  |
|                         | Partido da Nova Democracia     | 23    | 1,02 / 100,00   | -     |
|                         | Outros                         | 82    | 3,64 / 100,00   |       |
| Votos Inválidos         | Votos Inválidos                | 158   | 7,03 / 100,00   | 2,86  |
| Total                   | Total                          | 2 248 | 100,00 / 100,00 |       |
| Eleitorado/Participação | Eleitorado/Participação        | 7 997 | 28,11 / 100,00  | 2,61  |

| Freguesia                       | %     | %     | %     | %    | %    | %    | %    | Votantes |
| Freguesia                       | AP    | PS    | CDU   | MPT  | BE   | PCTP | PND  | Votantes |
| ------------------------------- | ----- | ----- | ----- | ---- | ---- | ---- | ---- | -------- |
| Gouviães e Ucanha               | 40,73 | 29,09 | 10,91 | 3,64 | 3,27 | 2,18 | 1,09 | 275      |
| Granja Nova e Vila Chã da Beira | 36,78 | 36,21 | 5,75  | 3,45 | 1,72 | 4,02 | 0    | 174      |
| Mondim da Beira                 | 42,67 | 27,56 | 14,67 | 7,11 | 2,22 | 1,78 | 0    | 225      |
| Salzedas                        | 39,81 | 27,01 | 5,21  | 4,74 | 9,00 | 2,37 | 1,42 | 211      |
| São João de Tarouca             | 45,26 | 29,47 | 4,74  | 4,21 | 2,11 | 0    | 2,63 | 190      |
| Tarouca e Dálvares              | 40,16 | 27,23 | 6,27  | 7,64 | 3,43 | 1,57 | 0,78 | 1 021    |
| Várzea da Serra                 | 68,42 | 16,45 | 1,32  | 3,95 | 1,32 | 0    | 2,63 | 152      |
| Tarouca                         | 42,53 | 27,62 | 7,07  | 5,96 | 3,43 | 1,69 | 1,02 | 2 248    |

### Tondela
| Partido                 | Partido                               | Votos  | %               | +/-   |
| ----------------------- | ------------------------------------- | ------ | --------------- | ----- |
|                         | Aliança Portugal                      | 4 066  | 43,67 / 100,00  | 13,34 |
|                         | Partido Socialista                    | 2 413  | 25,92 / 100,00  | 6,24  |
|                         | Partido da Terra                      | 543    | 5,83 / 100,00   | 5,47  |
|                         | Coligação Democrática Unitária        | 458    | 4,92 / 100,00   | 1,08  |
|                         | Bloco de Esquerda                     | 240    | 2,58 / 100,00   | 4,61  |
|                         | LIVRE/Tempo de Avançar                | 110    | 1,18 / 100,00   | Novo  |
|                         | Partido pelos Animais e pela Natureza | 105    | 1,13 / 100,00   | Novo  |
|                         | PCTP/MRPP                             | 103    | 1,11 / 100,00   | 0,24  |
|                         | Outros                                | 280    | 3,02 / 100,00   |       |
| Votos Inválidos         | Votos Inválidos                       | 993    | 10,67 / 100,00  | 1,75  |
| Total                   | Total                                 | 9 311  | 100,00 / 100,00 |       |
| Eleitorado/Participação | Eleitorado/Participação               | 28 757 | 32,38 / 100,00  | 3,38  |

| Freguesia                                | %     | %     | %    | %    | %    | %    | %    | %    | Votantes |
| Freguesia                                | AP    | PS    | MPT  | CDU  | BE   | L    | PAN  | PCTP | Votantes |
| ---------------------------------------- | ----- | ----- | ---- | ---- | ---- | ---- | ---- | ---- | -------- |
| Barreiro de Besteiros e Tourigo          | 64,25 | 11,62 | 4,36 | 2,00 | 0,18 | 0,91 | 0,18 | 0,54 | 551      |
| Campo de Besteiros                       | 40,45 | 28,46 | 6,30 | 4,27 | 3,66 | 1,02 | 0,81 | 1,22 | 492      |
| Canas de Santa Maria                     | 39,38 | 30,57 | 4,15 | 6,04 | 2,94 | 1,55 | 1,04 | 1,04 | 579      |
| Caparrosa e Silvares                     | 55,45 | 26,97 | 1,52 | 1,52 | 0,30 | 0,61 | 1,82 | 0,91 | 330      |
| Castelões                                | 51,46 | 20,90 | 6,29 | 5,17 | 2,70 | 0,90 | 0,22 | 0,90 | 445      |
| Dardavaz                                 | 63,80 | 15,03 | 2,15 | 3,07 | 2,15 | 0,92 | 0,31 | 0,92 | 326      |
| Ferreirós do Dão                         | 55,35 | 20,13 | 3,77 | 3,14 | 1,26 | 0,63 | 1,89 | 0,63 | 159      |
| Guardão                                  | 41,94 | 32,69 | 3,87 | 7,96 | 1,94 | 1,08 | 0,86 | 0,43 | 465      |
| Lajeosa do Dão                           | 48,55 | 27,80 | 5,60 | 3,11 | 2,49 | 1,04 | 1,24 | 0,21 | 482      |
| Lobão da Beira                           | 37,03 | 31,49 | 5,79 | 3,02 | 2,52 | 1,26 | 2,02 | 1,26 | 397      |
| Molelos                                  | 34,92 | 34,36 | 6,03 | 2,52 | 2,95 | 1,40 | 0,98 | 1,82 | 713      |
| Mouraz e Vila Nova da Rainha             | 42,55 | 23,19 | 6,81 | 5,96 | 1,91 | 0,64 | 0,85 | 2,13 | 470      |
| Parada de Gonta                          | 50,69 | 18,62 | 8,97 | 5,17 | 0,69 | 1,38 | 1,38 | 1,03 | 290      |
| Santiago de Besteiros                    | 46,20 | 24,79 | 5,07 | 5,92 | 1,13 | 1,69 | 0,85 | 2,25 | 355      |
| São João do Monte e Mosteirinho          | 54,05 | 16,89 | 6,76 | 5,74 | 0,68 | 0,34 | 2,03 | 0,68 | 296      |
| São Miguel do Outeiro e Sabugosa         | 32,43 | 33,78 | 9,01 | 5,86 | 2,25 | 0,90 | 0,90 | 1,35 | 444      |
| Tonda                                    | 33,84 | 25,08 | 9,06 | 5,14 | 5,44 | 1,81 | 1,21 | 1,51 | 331      |
| Tondela e Nandufe                        | 35,47 | 27,61 | 5,85 | 7,68 | 4,57 | 1,40 | 1,71 | 0,91 | 1 641    |
| Vilar de Besteiros e Mosteiro de Fráguas | 44,59 | 23,12 | 8,26 | 2,94 | 1,83 | 1,65 | 0,92 | 1,28 | 545      |
| Tondela                                  | 43,67 | 25,92 | 5,83 | 4,92 | 2,58 | 1,18 | 1,13 | 1,11 | 9 311    |

### Vila Nova de Paiva
| Partido                 | Partido                        | Votos | %               | +/-  |
| ----------------------- | ------------------------------ | ----- | --------------- | ---- |
|                         | Aliança Portugal               | 797   | 51,09 / 100,00  | 9,79 |
|                         | Partido Socialista             | 383   | 24,55 / 100,00  | 4,97 |
|                         | Partido da Terra               | 86    | 5,51 / 100,00   | 5,07 |
|                         | Coligação Democrática Unitária | 63    | 4,04 / 100,00   | 0,18 |
|                         | Partido da Nova Democracia     | 27    | 1,73 / 100,00   | -    |
|                         | Outros                         | 86    | 5,52 / 100,00   |      |
| Votos Inválidos         | Votos Inválidos                | 118   | 7,56 / 100,00   | 1,69 |
| Total                   | Total                          | 1 560 | 100,00 / 100,00 |      |
| Eleitorado/Participação | Eleitorado/Participação        | 6 774 | 23,03 / 100,00  | 3,25 |

| Freguesia                            | %     | %     | %    | %    | %    | Votantes |
| Freguesia                            | AP    | PS    | MPT  | CDU  | PND  | Votantes |
| ------------------------------------ | ----- | ----- | ---- | ---- | ---- | -------- |
| Pendilhe                             | 42,44 | 30,73 | 7,80 | 5,37 | 1,46 | 205      |
| Queiriga                             | 57,01 | 28,05 | 1,81 | 2,71 | 1,36 | 221      |
| Touro                                | 52,57 | 28,06 | 4,74 | 1,19 | 2,77 | 253      |
| Vila Cova à Coelheira                | 65,31 | 12,24 | 2,45 | 2,04 | 3,27 | 245      |
| Vila Nova de Paiva, Alhais e Fráguas | 45,75 | 24,69 | 7,55 | 5,97 | 0,94 | 636      |
| Vila Nova de Paiva                   | 51,09 | 24,55 | 5,51 | 4,04 | 1,73 | 1 560    |

### Viseu
| Partido                 | Partido                               | Votos  | %               | +/-   |
| ----------------------- | ------------------------------------- | ------ | --------------- | ----- |
|                         | Aliança Portugal                      | 12 367 | 40,91 / 100,00  | 11,91 |
|                         | Partido Socialista                    | 8 019  | 26,53 / 100,00  | 5,17  |
|                         | Partido da Terra                      | 2 119  | 7,01 / 100,00   | 6,57  |
|                         | Coligação Democrática Unitária        | 1 683  | 5,57 / 100,00   | 1,97  |
|                         | Bloco de Esquerda                     | 1 162  | 3,84 / 100,00   | 7,34  |
|                         | LIVRE/Tempo de Avançar                | 605    | 2,00 / 100,00   | Novo  |
|                         | Partido pelos Animais e pela Natureza | 369    | 1,22 / 100,00   | Novo  |
|                         | PCTP/MRPP                             | 348    | 1,15 / 100,00   | 0,37  |
|                         | Outros                                | 921    | 3,06 / 100,00   |       |
| Votos Inválidos         | Votos Inválidos                       | 2 636  | 8,72 / 100,00   | 1,96  |
| Total                   | Total                                 | 30 229 | 100,00 / 100,00 |       |
| Eleitorado/Participação | Eleitorado/Participação               | 96 255 | 31,41 / 100,00  | 4,96  |

| Freguesia                          | %     | %     | %    | %    | %    | %    | %    | %    | Votantes |
| Freguesia                          | AP    | PS    | MPT  | CDU  | BE   | L    | PAN  | PCTP | Votantes |
| ---------------------------------- | ----- | ----- | ---- | ---- | ---- | ---- | ---- | ---- | -------- |
| Abraveses                          | 36,62 | 26,08 | 7,18 | 7,90 | 4,75 | 1,72 | 1,51 | 1,05 | 2 381    |
| Barreiros e Cepões                 | 49,50 | 26,16 | 3,62 | 4,02 | 0,80 | 1,21 | 1,01 | 1,01 | 497      |
| Boa Aldeia, Farminhão e Torredeita | 37,17 | 35,33 | 5,00 | 4,24 | 4,46 | 0,98 | 0,43 | 1,30 | 920      |
| Bodiosa                            | 57,65 | 16,86 | 3,64 | 3,33 | 3,75 | 0,73 | 0,42 | 1,35 | 961      |
| Calde                              | 53,88 | 26,70 | 3,88 | 1,70 | 2,91 | 0,49 | 0,97 | 0,73 | 412      |
| Campo                              | 47,96 | 21,44 | 5,70 | 4,41 | 2,71 | 2,31 | 0,75 | 0,95 | 1 474    |
| Cavernães                          | 51,44 | 24,17 | 6,87 | 3,10 | 1,55 | 1,33 | 1,11 | 1,11 | 451      |
| Cota                               | 52,93 | 22,90 | 2,80 | 2,29 | 0,76 | 0,51 | 1,78 | 0,51 | 393      |
| Coutos de Viseu                    | 45,14 | 30,48 | 4,38 | 5,33 | 3,43 | 1,71 | 0,76 | 0,76 | 525      |
| Fail e Vila Chã de Sá              | 36,42 | 37,46 | 6,12 | 3,73 | 4,33 | 1,79 | 0    | 1,04 | 670      |
| Fragosela                          | 38,67 | 31,85 | 5,78 | 3,85 | 3,41 | 2,07 | 0,74 | 0,74 | 675      |
| Lordosa                            | 51,35 | 25,17 | 6,59 | 1,35 | 2,53 | 1,69 | 1,01 | 1,01 | 592      |
| Mundão                             | 38,95 | 24,79 | 9,49 | 6,09 | 1,84 | 1,56 | 1,42 | 1,13 | 706      |
| Orgens                             | 39,59 | 25,40 | 5,66 | 7,00 | 4,67 | 2,33 | 1,62 | 1,89 | 1 114    |
| Povolide                           | 44,81 | 33,33 | 3,68 | 4,76 | 1,52 | 1,30 | 0,22 | 1,08 | 462      |
| Ranhados                           | 34,76 | 25,65 | 8,20 | 7,08 | 5,82 | 3,08 | 1,33 | 1,12 | 1 427    |
| Repeses e São Salvador             | 35,19 | 28,82 | 7,69 | 6,95 | 3,58 | 2,48 | 1,69 | 1,37 | 1 898    |
| Ribafeita                          | 57,78 | 20,90 | 3,41 | 2,56 | 3,20 | 0,64 | 0,85 | 1,49 | 469      |
| Rio de Loba                        | 36,53 | 25,50 | 9,24 | 6,01 | 4,33 | 1,80 | 1,63 | 1,39 | 2 447    |
| Santos Evos                        | 41,11 | 35,10 | 5,08 | 3,00 | 2,08 | 0,69 | 0,46 | 3,46 | 433      |
| São Cipriano e Vil de Souto        | 49,65 | 20,98 | 4,34 | 4,76 | 4,20 | 1,12 | 1,54 | 2,10 | 715      |
| São João de Lourosa                | 39,22 | 28,67 | 5,99 | 6,31 | 4,63 | 1,52 | 1,76 | 1,04 | 1 252    |
| São Pedro de France                | 49,78 | 29,56 | 4,22 | 2,89 | 2,22 | 0,22 | 0,67 | 1,11 | 450      |
| Silgueiros                         | 50,14 | 27,76 | 3,62 | 3,25 | 1,39 | 1,21 | 0,74 | 1,21 | 1 077    |
| Viseu                              | 37,02 | 26,07 | 9,29 | 6,55 | 4,54 | 2,91 | 1,38 | 0,88 | 7 828    |
| Viseu                              | 40,91 | 26,53 | 7,01 | 5,57 | 3,84 | 2,00 | 1,22 | 1,15 | 30 229   |

### Vouzela
| Partido                 | Partido                        | Votos | %               | +/-   |
| ----------------------- | ------------------------------ | ----- | --------------- | ----- |
|                         | Aliança Portugal               | 1 408 | 40,49 / 100,00  | 14,73 |
|                         | Partido Socialista             | 1 093 | 31,44 / 100,00  | 8,52  |
|                         | Partido da Terra               | 204   | 5,87 / 100,00   | 5,54  |
|                         | Coligação Democrática Unitária | 138   | 3,97 / 100,00   | 0,06  |
|                         | Bloco de Esquerda              | 117   | 3,36 / 100,00   | 4,44  |
|                         | PCTP/MRPP                      | 39    | 1,12 / 100,00   | 0,15  |
|                         | Partido da Nova Democracia     | 36    | 1,04 / 100,00   | -     |
|                         | Outros                         | 127   | 3,66 / 100,00   |       |
| Votos Inválidos         | Votos Inválidos                | 315   | 9,06 / 100,00   | 2,39  |
| Total                   | Total                          | 3 477 | 100,00 / 100,00 |       |
| Eleitorado/Participação | Eleitorado/Participação        | 9 997 | 34,78 / 100,00  | 1,53  |

| Freguesia                        | %     | %     | %    | %    | %    | %    | %    | Votantes |
| Freguesia                        | AP    | PS    | MPT  | CDU  | BE   | PCTP | PND  | Votantes |
| -------------------------------- | ----- | ----- | ---- | ---- | ---- | ---- | ---- | -------- |
| Alcofra                          | 50,70 | 29,58 | 3,52 | 3,17 | 1,06 | 0,35 | 0,35 | 284      |
| Cambra e Carvalhal de Vermilhas  | 54,56 | 18,05 | 5,94 | 5,52 | 1,06 | 1,70 | 1,49 | 471      |
| Campia                           | 56,37 | 16,73 | 5,78 | 1,99 | 3,19 | 0,40 | 1,59 | 502      |
| Fataunços e Figueiredo das Donas | 35,01 | 35,49 | 5,04 | 3,36 | 3,84 | 0,48 | 1,68 | 417      |
| Fornelo do Monte                 | 32,65 | 51,02 | 1,02 | 7,14 | 1,02 | 2,04 | 0    | 98       |
| Queirã                           | 41,20 | 36,08 | 4,90 | 4,23 | 2,67 | 1,56 | 0,22 | 449      |
| São Miguel do Mato               | 37,46 | 33,02 | 8,57 | 2,22 | 3,17 | 1,90 | 1,59 | 315      |
| Ventosa                          | 22,98 | 47,18 | 4,03 | 2,42 | 3,63 | 2,42 | 2,02 | 248      |
| Vouzela e Paços de Vilharigues   | 26,84 | 37,37 | 8,08 | 5,77 | 6,49 | 0,72 | 0,29 | 693      |
| Vouzela                          | 40,49 | 31,44 | 5,87 | 3,97 | 3,36 | 1,12 | 1,04 | 3 477    |